# Аркозовий пісковик

Арко́зовий піскови́к (аркози) — уламкова осадова гірська порода, яка складається із зерен кварцу та ортоклазу піскового розміру. 
Утворюється при руйнуванні гранітів, гнейсів та інших кислих магматичних порід зернистої структури. 
Уламки зцементовані глинистими або слюдистими мінералами, кремнекислотою, оксидами заліза та ін.
До складу аркозів входять зерна кварцу, польового шпату, почасти слюди та плагіоклазу, які зцементовані глинястими або слюдистими мінералами, кремнекислотою, окисами заліза та ін.